# Blackhat
Blackhat (titulada: Blackhat: Amenaza en la red en España y Hacker: Amenaza en la red en Hispanoamérica) es una película de acción escrita, dirigida y producida por Michael Mann. Los protagonistas de la película son Chris Hemsworth, Viola Davis, Tang Wei, Holt McCallany y Wang Leehom.

## Argumento
En una planta nuclear en Chai Wan, Hong Kong, un pirata informático hace que las bombas de refrigerante se sobrecalienten y exploten. Poco después, la Bolsa de Comercio Mercantil en Chicago es pirateada, lo que hace que aumenten los futuros de la soja. El gobierno chino y la Oficina Federal de Investigaciones (FBI) determinan que el ataque fue causado por una herramienta de acceso remoto (RAT). El capitán Chen Dawai de la unidad de guerra cibernética del Ejército Popular de Liberación tiene la tarea de encontrar a las personas responsables de los ataques y solicita la ayuda de su hermana, Lien, una ingeniera de redes. Se reúne con la agente especial del FBI Carol Barrett en Los Ángeles y revela que el código en el RAT fue escrito por él y Nicholas Hathaway, su compañero de cuarto de la universidad que estuvo durante su tiempo en el Instituto Tecnológico de Massachusetts, antes de que Hathaway fuera enviado a prisión por delitos relacionados con la computadora. Dawai pide que Hathaway sea liberado de la prisión y se le ofrece una liberación temporal a cambio de sus servicios. Hathaway negocia un trato con el gobierno de los EE. UU. para que se le conmute la pena de prisión por tiempo cumplido, si su ayuda ayuda a detener al pirata informático. Sin embargo, se ve obligado a usar un monitor de pulsera en el tobillo y a ser monitoreado por el alguacil adjunto Jessup.
Hathaway manipula el sistema de actualización del GPS del teléfono de Jessup que rastrea su ubicación, lo que le permite seguir su propia pista y concertar una reunión con el socio del pirata informático en un restaurante. Mientras esperan, le cuenta a Lien sobre su pasado, pero el socio no llega. Hathaway descubre una cámara mirándolos y le envía un mensaje al hacker diciéndole que ahora está tras su rastro.
Hathaway identifica al criminal que ayudó al pirata informático y desarrolla una relación romántica con Lien. Mientras tanto, las pistas descubiertas por Dawai y Barrett llevan al equipo a Hong Kong, donde trabajan con el inspector de policía Alex Trang. El equipo rastrea el dinero del comercio de acciones hasta un operativo paramilitar llamado Elias Kassar. Hathaway, Jessup, Chen y Trang, junto con un equipo de la Unidad de Deberes Especiales, asaltan el escondite de Kassar y se produce un tiroteo en un túnel, lo que resulta en la muerte de Trang y varios oficiales antes de que Kassar escape en bote.
Mientras tanto, la planta nuclear se ha estabilizado lo suficiente como para recuperar una unidad de datos de la sala de control, pero está dañada. El software Black Widow de la Agencia de Seguridad Nacional (NSA) tiene el poder de reparar los datos, pero la NSA no quiere que los chinos lo usen. Hathaway hackea con éxito la NSA para usar Black Widow y descubre que el servidor del hacker tiene su sede en Yakarta. Lien descubre que el hacker ha estado comprando fotos satelitales de alta resolución de un sitio cerca de Seri Manjung, Malasia.
Tras su hackeo ilegal, la NSA y el FBI exigen el regreso de Hathaway a prisión. Los superiores de Dawai le aconsejan que entregue a Hathaway al gobierno de los EE. UU., pero en cambio, advierte a Hathaway de sus planes. Mientras tanto, uno de los hombres de Kassar coloca en secreto un dispositivo de rastreo en el auto de Dawai. Barrett recibe la orden de arrestar a Hathaway, pero descubre que ha escapado de la custodia. Dawai es asesinado por un cohete lanzado por Kassar, al igual que Barrett y Jessup, que llegan a la escena en breve. Lien y Hathaway escapan al metro, y ella usa sus conexiones para adquirir un avión para perseguir a Kassar y quitarle la pulsera de rastreo.
Hathaway y Lien viajan a Malasia para buscar venganza e investigar las intenciones del hacker. Después de descubrir un conjunto de minas de estaño, Hathaway se da cuenta de que el ataque del pirata informático a la planta nuclear fue simplemente una prueba para un plan posterior para sabotear una gran presa para destruir varias minas de estaño importantes en Malasia, lo que le permite al pirata informático obtener ganancias comprando opciones de estaño. Los dos viajan a Yakarta y piratean la computadora de un banco para vaciar las cuentas bancarias del pirata informático, lo que obliga al pirata informático, Sadak, a responder. Sadak y Hathaway acuerdan reunirse y discutir una asociación; Hathaway siente una trampa y se arma con armas improvisadas y chalecos antibalas que oculta bajo su ropa.
Aunque Hathaway insiste en que Sadak y Kassar vengan solos, traen a sus secuaces. Lien los ve y alerta a Hathaway, quien les ordena a una nueva ubicación en un gran parque lleno de gente. Hathaway sigue a Sadak y Kassar por detrás, pero Kassar lo atrapa y lo sostiene a punta de pistola. Mientras lo inspecciona, Hathaway domina y apuñala a Kassar hasta la muerte. Los hombres de Sadak se ponen alerta y se produce un tiroteo, hiriendo a Hathaway, aunque logra matar a los refuerzos. Hathaway es luego apuñalado por Sadak, pero logra matarlo. Se reagrupa con Lien, quien le brinda atención médica, antes de irse de Indonesia con el dinero de Sadak. Finalmente, ambos se dirigen hacia un destino desconocido.

## Rodaje
La filmación de la película comenzó el 17 de mayo de 2013, en las ciudades de Los Ángeles (California), Hong Kong, Kuala Lumpur (Malasia) y Yakarta (Indonesia).

## Reparto
- Chris Hemsworth[2] es Nicholas Hathaway.
- Viola Davis[2] es Carol Barrett.
- Tang Wei[3] es Chen Lein.
- Leehom Wang es Chen Dawai.[3]
- Holt McCallany[4] es Jessup.
- Manny Montana es Lozano.[5]
- William Mapother es Rich Donahue.[6]
- Archie Kao es Shum.
- Jason Butler Harner es Frank.
- John Ortiz es Henry Pollack.
- Yorick van Wageningen es 'Blackhat'.
- Ritchie Coster es Kassar.
- Andy On es Alex Trang.

## Recepción
En Rotten Tomatoes tiene un 32% basado en 115 críticas.
En Metacritic tiene un 49 sobre 100, basado en 32 críticas.